# Distretto di Nusay
Il distretto di Nusay è un distretto dell'Afghanistan appartenente alla provincia di Badakhshan. Viene stimata una popolazione di 11 953 abitanti (stima 2016-17).